# Peter Phan
Peter C. Phan (5 gennaio 1943) è un teologo vietnamita naturalizzato statunitense.

## Biografia
Nato in Vietnam, Peter Phan ha cominciato la sua carriera di insegnante tenendo corsi di filosofia al Don Bosco College a Hong Kong. Nel 1975 è emigrato negli Stati Uniti. In seguito ha studiato a Roma e a Londra. Nel 1978 ha conseguito il dottorato in teologia all’Università Pontificia Salesiana e ha poi perfezionato i suoi studi all'Università di Londra, dove ha ottenuto il dottorato in filosofia nel 1986 e il Doctor of Divinity nel 2000. Phan ha insegnato all'Università di Dallas, all'Università Cattolica d'America, all'Union Theological Seminary di New York e infine all'Università di Georgetown, dove ha ottenuto la cattedra "Ignacio Ellecuria" di Dottrina Sociale Cattolica. Phan ha pubblicato numerosi libri come autore e curatore editoriale, che sono stati tradotti in diverse lingue. Nella sua attività, si è occupato anche di questioni riguardanti il pluralismo religioso. Phan è stato il primo teologo non anglosassone ad essere eletto presidente della Catholical Theological Society of America.
Nel 2004 Phan è stato indagato dalla Congregazione per la dottrina della fede per il suo libro Being Religious Interreligiously. Nel 2017 ha risposto ai quesiti della Congregazione vaticana pubblicando il libro The Joy of Religious Pluralism.  

## Libri pubblicati

### Come autore
- Social Thought.  Wilmington, DE: Michael Glazier, 1984.
- Culture and Eschatology: The Iconographical Vision of Paul Edokimov.  New York: Peter Lang, 1985.
- Grace and the Human Condition. Wilmington, DE: Michael Glazier, 1988.
- Eternity in Time: A Study of Karl Rahner’s Eschatology. Selingsgrove, PA: Susquehanna University Press, 1988.
- Responses to 101 Questions on Death and Eternal Life.  New York: Paulist Press, 1997.
- Mission and Catechesis: Alexandre de Rhodes and Inculturation in Seventeenth- Century Vietnam. Maryknoll, NY: Orbis Books, 1998.
- The Mission of God: Its Challenges and Demands in Today’s World. Quezon City, Philippines: East Asian Pastoral Institute, 2002.
- In Our Own Tongues: Perspectives from Asia on Mission and Inculturation. Maryknoll, NY: Orbis Books, 2003.
- Christianity with an Asian Face: Asian American Theology in the Making. Maryknoll, NY: Orbis Books, 2003.
- Being Religious Interreligiously: Asian Perspectives on Interfaith Dialogue in Postmodernity. Maryknoll, NY: Orbis Books, 2004.
- Vietnamese-American Catholics. New York: Paulist Press, 2005.
- Living into Death, Dying into Life: Death and the Afterlife. Hobe Sound, FL: Lectio Publishing, 2014.
- The Joy of Religious Pluralism: A Personal Journey. Mayknoll, NY: Orbis Books, 2017.
- Asian Christianities: History, Theology and Practice. Maryknoll, NY: Orbis Books, 2018.

### Come curatore editoriale
- Christianity and the Wider Ecumenism. New York: Paragon House, 1990.
- Church and Theology: Essays in Memory of Carl Peter. Washington, DC: The Catholic University of America Press, 1994.
- Ethnicity, Nationality and Religious Experience. Lanham, MD: University Press of America, 1994.
- Journeys at the Margin: Toward an Autobiographical Theology in Asian-American Perspective. Collegeville: Liturgical Press, 1999.
- The Gift of the Church: A Textbook on Ecclesiology in Honor of Patrick Granfield. Collegeville: Liturgical Press, 2000.
- The Asian Synod: Texts and Commentaries. Maryknoll, NY: Orbis Books, 2002.
- The Future of the Asian Churches: The Asian Synod & Ecclesia in Asia. Manila: Claretian Press, 2002, with James Kroeger.
- Many Faces, One Church: Cultural Diversity and the American Catholic Experience. Lanham: Rowman & Littlefield, 2005.
- The Directory on Popular Piety and the Liturgy: A Commentary. Collegeville, MN: Liturgical Press, 2005.
- The Cambridge Companion to the Trinity. Cambridge: Cambridge University Press, 2011.
- Christianities in Asia. Oxford: Blackwell Publishing, 2011.
- Contemporary Issues of Migration and Theology. Co-editor Elaine Padilla. New York: Palgrave/Macmillan. 2013.
- Theologies of Migration in the Abrahamic Religions. Co-editor Elaine Padilla. New York: Palgrave/Macmillan, 2014.
- Christianities in Migration. Co-editor Elaine Padilla. New York: Palgrave/Macmillan, 2016.
- Transcontinental Links, Emerging Maps, and Polycentric Structures: A Special Issue on the “Munich School of World Christianity.” Co-editors Adrian Hermann and Ciprian Burlacioiu. University Park, PA: Penn State Press, 2016.
- Learning from All the Faithful: A Contemporary Theology of the Sensus Fidei. Co-editor Bradford Hinze. Eugene, OR: Pickwick Press, 2016.
- Violence, Religion, Peacemaking: Contributions of Interreligious Dialogue. Co-editor Douglas Irvin-Erikson. New York: Palgrave- Macmillan, 2016.